# Michel Testut
Pour les articles homonymes, voir Testut.
Michel Testut, né le 11 mai 1943 à Brive-la-Gaillarde, est un romancier, poète et nouvelliste français.

## Biographie
Michel Testut a passé son enfance entre Périgord et Corrèze dans une famille où l'on était magistrat de père en fils. Il fut publicitaire (Havas et Euro RSCG), spécialiste de la communication institutionnelle et publique, il orchestra la fameuse campagne « Périgord, le pays de l'Homme », lancée dans les années 1980 pour identifier le Périgord comme berceau mondial de la préhistoire.
Il publie ses premiers textes en 1969, chez l'éditeur Pierre Fanlac. À la fois nouvelliste, poète, conteur et moraliste, ses thèmes de prédilection sont la nature, l'enfance, l'enracinement, les instants heureux du quotidien. À travers des textes courts, qui parfois se rapprochent de la prose poétique, il s'attache à faire partager ses petits plaisirs (La Belle humeur en 2003), comme ses grandes douleurs (Et mon cœur continue de battre en 2006). Marqué par Giono et des stylistes comme Jean-Claude Pirotte ou Pierre Michon, son œuvre, qui tient souvent du journal intime, est une célébration de la vie.
Chroniqueur dans des revues axées sur le patrimoine, tel que Le Journal du Périgord, il est membre de différentes structures, associations et confréries liées à l'animation culturelle, à la défense du patrimoine et au développement touristique. Il est président d'honneur de l'office de tourisme de Périgueux et vice-président de l'Académie des Lettres et des Arts du Périgord. Il préside le jury du Prix Périgord de littérature.
Lauréat du Salon international du livre gourmand de Périgueux en 2002, il a obtenu le Grand prix de littérature 2008 décerné sous l'égide du Sénat par la Société des poètes et artistes de France et reçu le Grand Prix de Poésie 2017 de la Société des poètes français.
Depuis 2019, il est président de l'Académie des Lettres et des Arts du Périgord.

## Œuvres
- Chroniques campagnardes, Pierre Fanlac éditeur, 1969.
- Des plaisirs et des jours en Périgord, Pierre Fanlac éditeur, 1998.
- Périgueux à fleur d’âme (illustrations de José Correa), éditions de la Lauze, 2000.
- Petits matins, éditions de La Lauze, 2001.
- L’Instinct de gourmandise (illustrations de Marcel Pajot), éditions de la Lauze, 2002.
- La Belle humeur, éditions de la Lauze, 2003.
- Raconte-moi Périgueux, éditions ODT, 2004.
- Paysages – Attention fragile, éditions de La Lauze, 2004.
- Bonnes nouvelles, ouvrage collectif, éditions Rotary, 2005.
- Glimpses of the Dordogne (traduction Peter Hackett), éditions French News, 2005.
- L’Esprit des pierres (en collaboration avec José Correa et Guy Penaud), éditions de la Lauze, 2005.
- Et mon cœur continue de battre, éditions de la Lauze, 2006.
- Vagabondage, éditions de la Lauze, 2007.
- Fils de famille, éditions de la Lauze, 2008.
- Le Cèpe, ses mystères, ses magies et ses saveurs, éditions Les Amis de la poésie, 2009.
- Chemins de légendes - Ombres et lumières, éditions L'Harmattan, 2010.
- Le Bonheur à Périgueux, éditions de la Lauze, 2011.
- Je me souviens du Général, éditions L'Harmattan, 2013.
- Éloge du rabiot, éditions Par ailleurs, 2014.
- Il était une fois..., Ifie éditions Périgord, 2015.
- De la douceur des choses, (en collaboration avec Pierre Gonthier, illustrations de Marcel Pajot), éditions Secrets de Pays, 2016.
- Jubilations. La vie est souvent si jolie, éditions de la Lauze, 2017.
- Du bonheur d'aimer la vie, éditions de la Lauze, 2018.
- Une maison de famille, éditions de La Lauze, 2021.
- Corrélations Corréziennes, Les éditions du Ruisseau, 2022.
- Poétique des petits cimetières, Les éditions du Ruisseau, 2024.